# Козяй
Козяй — струмок (річка) в Україні у Міжгірському районі Закарпатської області. Права притока річки Ріка (басейн Дунаю).

## Опис
Довжина струмка приблизно 6,38 км, найкоротша відстань між витоком і гирлом — 5,18 км, коефіцієнт звивистості річки — 1,23. Формується багатьма гірськими струмками.

## Розташування
Бере початок на східних схилах гори Кук (1361,2 м). Тече переважно на північний схід поміж горами Погар (1118,1 м) та Чистий Верх (821,6 м) і на південно-західній околиці селища Міжгір'я впадає в річку Ріка, праву притоку річки Тиси.

## Цікаві факти
- Біля гирла струмка на східній стороні на відстані приблизно 243 м пролягає автошлях Р21[2] (автомобільний шлях регіонального значення на території України. Проходить територією Івано-Франківської та Закарпатської областей через Долину — Міжгір'я — Хуст).